# Выборы губернатора Кировской области (2014)
Выборы губернатора Кировской области состоялись в Кировской области 14 сентября 2014 года в единый день голосования. Это были первые выборы главы региона после 11 летнего перерыва (последние выборы проводились 7 декабря 2003 года) и после того как Государственная дума вернула прямые выборы губернаторов. Выборы выиграл действующий губернатор Никита Белых, набравший 70 % голосов избирателей.
На 1 июля 2014 года в Кировской области было зарегистрировано 1 105 976 избирателей.

## Предшествующие события
Предыдущие прямые выборы губернатора состоялись в декабре 2003 года. На них победил Николай Шаклеин, избранный на пятилетний срок.
В декабре 2008 года президент Дмитрий Медведев через процедуру утверждения региональным заксобранием назначил губернатором Кировской области Никиту Белых. Инаугурация прошла 15 января 2009 года. Белых был наделён полномочиями на 5 лет.
В 2012 году президент России Дмитрий Медведев принял закон, вернувший в России прямые выборы глав регионов.
14 января 2014 года губернаторские полномочия Белых закончились, однако президент Владимир Путин назначил его врио губернатора до выборов. Выборы могли пройти лишь в единый день голосования, таким образом в статусе врио Белых возглавлял правительство области 8 месяцев. Официально выборы были назначены в июле решением Законодательным собранием региона

## Выдвижение и регистрации кандидатов
Для того чтобы принять участие нужно было в срок с 15 июля и до 17:00 30 июля 2014 года (UTC+3) в облизбирком подать подписи 5 % депутатов и глав муниципального уровня в 34 муниципальных районов и городских округах Кировской области из 45 (минимум — 224; максимум — 235), в их числе 41 подпись от депутатов представительных органов муниципальных районов и городских округов. Самовыдвиженец, помимо этого, должен был собирать подписи избирателей
Агитационный период — с 16 августа по 13 сентября 2014 года.

## Кандидаты
Кандидатов на выборах губернатора выдвинулось пятеро, но зарегистрировано было 4 кандидатов. В выборах приняли участие действующий губернатор области Никита Белых, который шёл на выборы как самовыдвиженец. Также в выборах участвовали представители двух партий (от КПРФ — Сергей Мамаев; от ЛДПР — Кирилл Черкасов) и один самовыдвиженец — Александр Жданов. Также кандидатом на выборы пытался стать депутат государственной Думы от «Справедливой России» Александр Тарнавский (пытался зарегистрироваться в качестве самовыдвиженца), однако ему отказали в регистрации в виду того, что он не набрал необходимое число подписей муниципальных депутатов и избирателей.
| Кандидат             | Должность (на момент выдвижения)                | Партия         | Статус                                                             |
| -------------------- | ----------------------------------------------- | -------------- | ------------------------------------------------------------------ |
| Никита Белых         | врио губернатора Кировской области              | самовыдвижение | зарегистрирован                                                    |
| Александр Жданов     | пенсионер                                       | самовыдвижение | зарегистрирован                                                    |
| Сергей Мамаев        | депутат Госдумы (фракция «КПРФ»)                | КПРФ           | зарегистрирован                                                    |
| Александр Тарнавский | депутат Госдумы (фракция «Справедливая Россия») | самовыдвижение | отказано в регистрации, кандидат не преодолел муниципальный фильтр |
| Кирилл Черкасов      | депутат Госдумы (фракция «ЛДПР»)                | ЛДПР           | зарегистрирован                                                    |

## Итоги выборов
В выборах в приняли участие 399 826 человека, таким образом явка избирателей составила 36,25 %.
| Явка избирателей                                      | Явка избирателей                                      | Явка избирателей | Явка избирателей |
| ----------------------------------------------------- | ----------------------------------------------------- | ---------------- | ---------------- |
| Число избирателей, включённых в список избирателей    | Число избирателей, включённых в список избирателей    | 1 102 819        | 100 %            |
| Из них приняли участие в выборах (выдано бюллетеней)  | Из них приняли участие в выборах (выдано бюллетеней)  | 399 826          | 36,25 %          |
| Процент испорченных бюллетеней                        |                                                       |                  |                  |
| Приняли участие в голосовании (возвращёно бюллетеней) | Приняли участие в голосовании (возвращёно бюллетеней) | 399 754          | 100 %            |
| Из них действительных бюллетеней                      | Из них действительных бюллетеней                      | 393 499          |                  |
| Из них недействительных бюллетеней                    | Из них недействительных бюллетеней                    | 6255             | 1,56 %           |
| Распределение голосов:                                |                                                       |                  |                  |
| 1.                                                    | Никита Белых                                          | 279 739          | 69,98 %          |
| 2.                                                    | Сергей Мамаев                                         | 63 931           | 15,99 %          |
| 3.                                                    | Кирилл Черкасов                                       | 39 657           | 9,92 %           |
| 4.                                                    | Александр Жданов                                      | 10 172           | 2,54 %           |
| Число действительных (учтённых) бюллетеней            | Число действительных (учтённых) бюллетеней            | 393 499          | 100 %            |

Выборы выиграл действующий глава региона Никита Белых, набравший 69,98 % голосов избирателей. 23 сентября он вступил в должность губернатора Кировской области и в тот же день назначил сенатором от правительства Кировской области депутата Госдумы от партии «Единая Россия» Вячеслава Тимченко. Ранее Кировскую область в Совете Федерации представлял Юрий Исупов.